# Cydnus

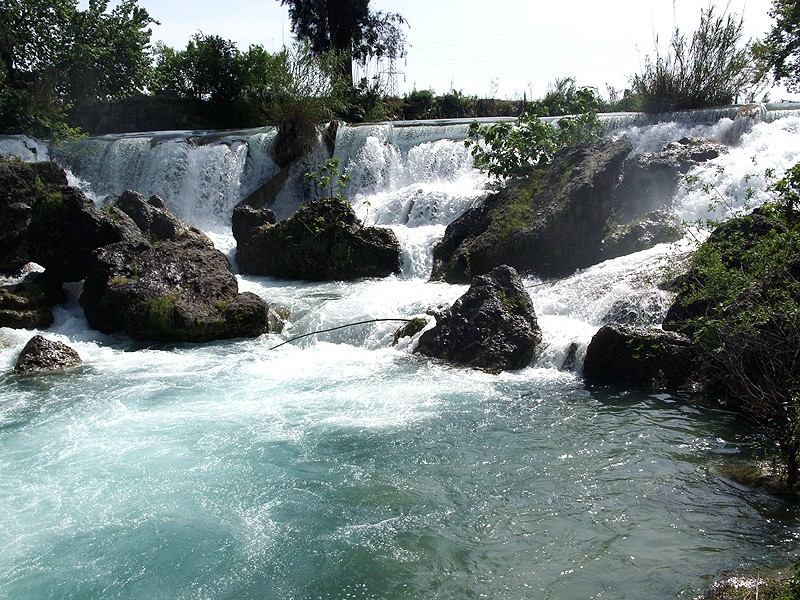
Cydnus in Cilicië

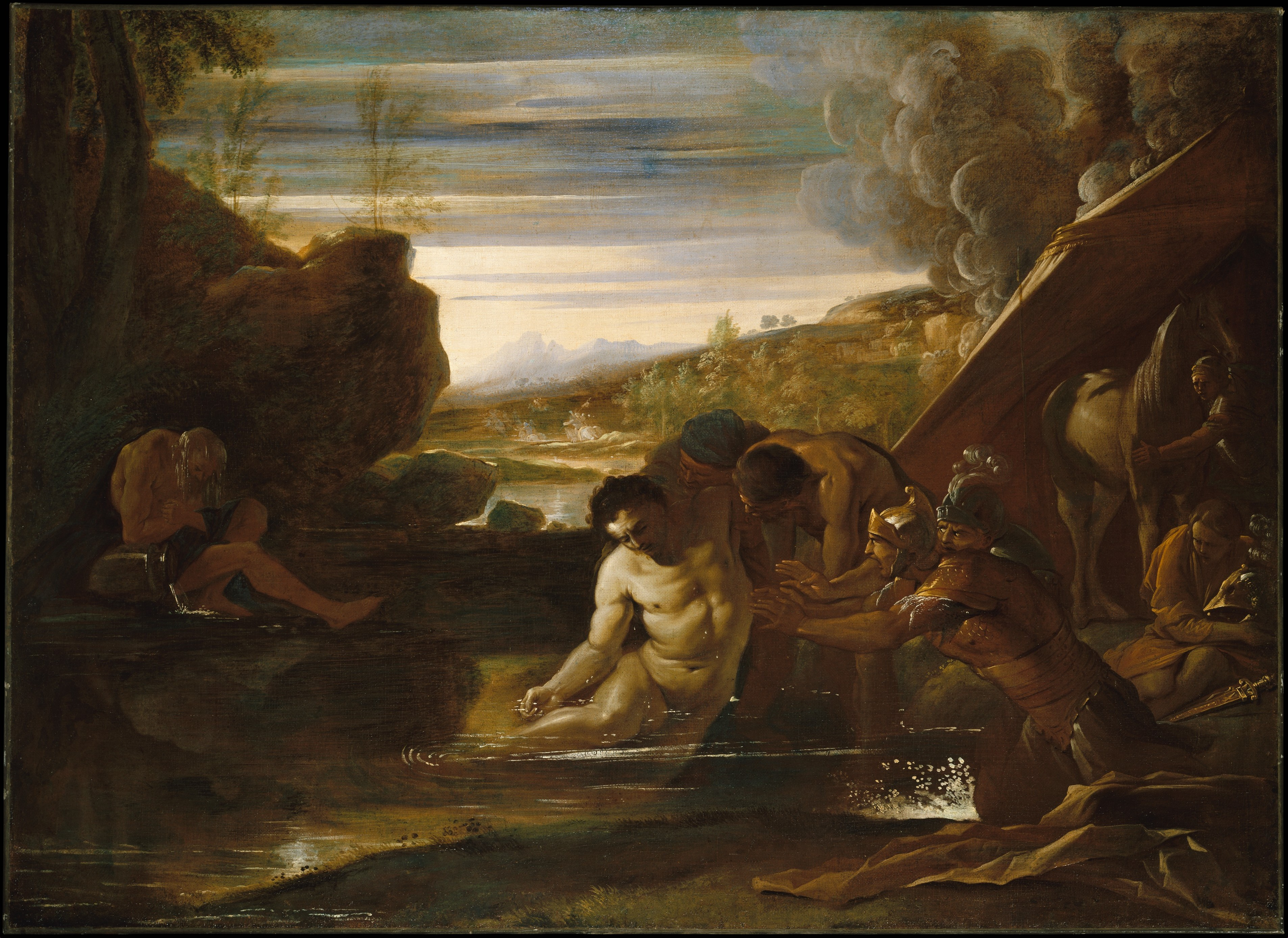
Alexander de Grote werd onwel in de Cydnus (door Pietro Testa)

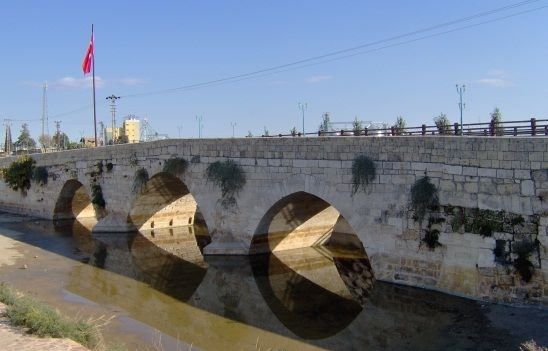
Byzantijnse brug over de Cydnus, in Tarsus

Cydnus was een rivier in de landstreek Cilicië (Klein-Azië) in de klassieke oudheid. Volgens de Grieken leefde een van de vele dochters van Oceanus, de Oceaniden, in haar. De rivier heet tegenwoordig Berdan (ook Baradān of Baradā) en loopt in de provincie Mersin van Turkije. De Turkse staat liet vier stuwdammen bouwen op de rivier en haar zijrivieren.

## Synoniemen
- Cydnos, Kydnos: Oudgriekse en Byzantijnse namen
- Cydnus, Tarsus: Latijnse namen
- Baradan: Arabische naam
- Berdan Çayı, Tarsus Çayı: Turkse namen

## Historiek
De Cydnus was een van de drie belangrijke rivieren in de kuststreek Cilicië. Van west naar oost ging het om de Cydnus, de Sarus (rivier) (Seyhan) en de Pyramus (rivier) (Ceyhan). Alle drie ontspringen in het Taurusgebergte en lopen af naar de Middellandse Zee waarbij ze door Cilicië stromen.
De Cydnus is de samenvloeiing van 2 rivieren: Kadıncık Çayı en Pamukluk Çayı.
Tijdens de veldtocht van Alexander de Grote naar Perzië (333 v.Chr), baadde hij in de Cydnus. Hij werd onwel in het water, mogelijks door het ijskoude bergwater. Soldaten moesten hem uit het water trekken en na twee dagen was hij genezen.
In de Oudheid liep de Cydnus door de hoofdstad van Cilicië, namelijk de stad Tarsus. Soms bedoelden de Romeinen met de naam Tarsus ook de rivier Cydnus. De stad Tarsus lag helemaal aan de monding, aan de Middellandse Zee. De rivier liep ten westen van de stad. Zoals andere rivieren in Cilicië verzandde ook de Cydnus. De stad kwam landinwaarts te liggen. Zo ontstond in de laat-Romeinse tijd tussen de stad en de zee het moerasland Rhegma (Grieks: Rhegmoi). Kleine schepen konden aanmeren, de grote galeien niet meer.
Tijdens de Perzische Veldtocht werd Julianus Apostata, keizer van het Romeinse Rijk, zwaar gewond tijdens de Slag bij Samarra (Perzië, 363). Hij werd begraven in een mausoleum in Tarsus, vlak naast de Cydnus.
Tijdens de regeringsperiode van de Byzantijnse keizer Justinianus I (527-565) kreeg Tarsus last van veelvuldige overstromingen; regenwater uit het Taurusgebergte tezamen met opeengehoopt water in de lagune Rhegma zorgden voor watersnood. Justinianus I besliste om de Cydnus een andere loop rond Tarsus te geven. Hij liet een kanaal graven van west naar oost, zodat de Cydnus tegenwoordig ten oosten van Tarsus stroomt. De nieuwe bedding van de Cydnus gaf verkeersproblemen aan de kust, tussen de Cilicische steden Soloi en Adana. Ook alle troepen die de bergpas Cilicische poort namen, moesten in Tarsus de Cydnus oversteken. Daarom liet Justinianus I een brug bouwen over de nieuwe bedding van de Cydnus. Dit werd bekend als de Justinianus-brug. De brug is 60 meter lang en rust op 3 pijlers in de rivier.
Tijdens het Ottomaanse Rijk werd de brug bekend als Baç Köprüsü, wat zoveel betekent als tolbrug. Nog in de Ottomaanse tijd was er een kalief die baadde in de Cydnus. Kalif Al-Mamun baadde in het rivierwater, werd onwel en stierf. Niet het koude rivierwater maar vergiftiging kan een doodsoorzaak zijn.